# Esther (Racine)
Pour les articles homonymes, voir Esther.
Esther est une tragédie de Jean Racine, en trois actes et en vers avec chœurs. Elle est représentée pour la première fois le 26 janvier 1689 à Saint-Cyr.

## Résumé

### Acte I (5 scènes)
Après une introduction à la gloire de Louis XIV et de Madame de Maintenon, Esther raconte à une amie comment elle est devenue la préférée du roi Assuérus. Elle a même sauvé ce dernier en dévoilant un complot avec l’aide de Mardochée, son père adoptif. Toutefois, ce dernier vient annoncer à la jeune fille que le roi, conseillé par Aman, projette de proclamer un arrêt visant à mettre à mort, d'ici à quelques jours, tous les Juifs du royaume perse.

### Acte II (8 scènes)
Aman raconte que les Juifs ont toujours persécuté son peuple, les Amalécites. Toutefois, ce n’est pas cette raison qui le pousse à vouloir éliminer le peuple juif, mais le manque de respect de Mardochée, qui tous les jours, à l’entrée du palais, refuse de le saluer. Entre-temps, Assuérus apprend comment Mardochée l’a autrefois sauvé d’un complot. En signe de gratitude envers Mardochée, le roi fait porter celui-ci en triomphe par Aman. Esther, qui cherche à sauver le peuple juif, auquel elle appartient, invite Assuérus à venir dîner chez elle avec Aman.

### Acte III (9 scènes)
Aman est furieux d’avoir dû porter Mardochée en triomphe, mais il est honoré par l'invitation d'Esther. Cependant, au cours du dîner, Esther révèle à Assuérus qu’elle est juive, lui assure que son peuple ne complote pas contre lui et lui démontre que c’est pour des raisons personnelles qu’Aman veut faire périr les Juifs. À la suite de ces révélations, Assuérus confie à Mardochée la place d’Aman, lequel est alors mis à mort par le peuple. Esther et les Juifs sont libérés !

## L’œuvre et son contexte
Depuis Phèdre (1677), Racine n’écrit plus pour le théâtre. En effet, tout d'abord, il se consacre essentiellement à son rôle d’historiographe de Louis XIV ; ensuite, d'un point de vue religieux, il s’est rapproché des jansénistes au point de partager leur vision du théâtre — qu’ils considèrent comme un art impur — et de défendre à son fils d’assister à des pièces profanes. Il peut donc paraître surprenant qu'en 1689, Racine écrive une nouvelle fois pour le théâtre. Afin de comprendre cet apparent paradoxe, il est nécessaire de souligner deux éléments : en écrivant Esther, Racine accomplit tout d’abord un acte de courtisanerie, puisque cette pièce lui est commandée par Madame de Maintenon (épouse secrète de Louis XIV) ; mais Racine accomplit également un acte de piété, puisqu'il choisit un thème biblique tiré du Livre d'Esther. Par ailleurs, son apologie de la tolérance religieuse peut être considérée comme une invitation à réfléchir sur le bien-fondé de la récente révocation de l’Édit de Nantes.

### Une pièce de commande

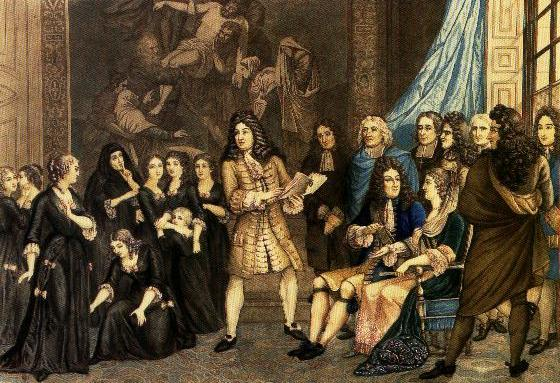
Racine faisant répéter Esther.

Madame de Maintenon vient de créer la Maison royale de Saint-Louis pour des jeunes filles nobles, mais sans fortune. Fidèle aux conceptions jésuites, elle est convaincue de la valeur pédagogique du théâtre. C’est ainsi que les jeunes filles se retrouvent tout d’abord à interpréter Cinna. Mais la ferveur avec laquelle elles jouent les scènes de passion amoureuse entraîne l’arrêt des représentations. Madame de Maintenon fait donc appel à Racine pour qu’il écrive sur « quelque sujet de piété et de morale, une espèce de poème où le chant fût mêlé avec le récit ». Cette commande permet donc à Racine, non seulement de rapprocher la tragédie et la tragédie lyrique (c'est-à-dire l’opéra français, créé en 1673 par Jean-Baptiste Lully), mais également, de renouer avec la tradition issue des anciennes tragédies grecques qui consistait à mêler le chant à l’action, ce qu’il fait ici grâce au personnage d’Élise — qui remplit le double rôle de coryphée et de confidente. La musique en est confiée à Jean-Baptiste Moreau.

#### Les premières comédiennes, à Saint-Cyr
Les jeunes filles choisies par Mme de Maintenon et Racine se nomment :
- Lucie de Fontenelle, « belle comme le jour », dans le rôle d'Assuérus ;
- Anne de Grandcan « possédait de l’esprit et une figure convenable à son personnage ». Elle joue le rôle d’Esther, rôle qui est repris ensuite par la marquise de Caylus ;
- Charlotte d’Abancourt, « un peu plus âgée, est fort jolie, intelligente et bonne comédienne », dans le rôle d'Aman ;
- Claire de Marcilly, « faite pour le monde », dans le rôle de Zarès ;
- Madeleine de Glapion, « une grande et belle personne... dont la voix allait jusqu'au cœur », dans le rôle de Mardochée ;
- Victoire de la Maisonfort, dans le rôle d'Élise ;
- Mlle de Mornay, dans le rôle d'Hydaspe.

Madame de Maintenon fut tellement satisfaite de l'œuvre de Racine qu'elle en commanda une seconde qui fut la dernière pièce de l'auteur : Athalie.

### Une tragédie sacrée
En choisissant ce sujet, Racine ne se contente pas d’aller dans le sens d’une inclination croissante de Louis XIV et de Madame de Maintenon à la dévotion, il rejoint également ses propres aspirations religieuses : « tout respire ici Dieu, la paix, la vérité ». Le thème est en effet une métaphore du concept de la providence (théorisé en 1681 par Bossuet), selon lequel Dieu gouverne au destin des siens. Il illustre également une double fidélité : celle des Juifs envers Dieu et celle de Dieu envers son peuple élu. Par ailleurs, Esther constitue un modèle de pureté, de perfection féminine, de piété et de dévouement à son peuple — autant de qualités que Madame de Maintenon souhaite voir inculquer à ses protégées. Du Livre d'Esther, Racine supprime tout de même le début et la fin — le refus de Vasthi de se présenter devant le roi en portant le diadème, ainsi que le massacre des persécuteurs. Sur le plan des modifications apportées au texte religieux, il faut également noter l’importance que donne Racine au personnage de Mardochée. Dans la pièce, c'est lui qui pousse Esther sur le trône de Perse pour libérer les Juifs de leur esclavage : il dispose d’une vision politique à long terme. Il devient même une sorte de prophète inspiré par Dieu, un « bras de Dieu » — ce qu’il n’est pas dans la Bible. Comme Abraham, il voue une confiance totale à Dieu.
L’épisode d’Esther permet de mettre en scène un Dieu qui sauve son peuple par l’intermédiaire des plus faibles. Nous assistons à la confrontation de l’Innocence et de la Faiblesse, face à la Force et à la Perfidie, selon un schéma fortement teinté de manichéisme. Le revirement du roi n’a également aucune explication psychologique plausible, seule la grâce semble le pousser à la décision finale.

### Dramaturgie
Dans cette pièce, Racine respecte le système aristotélicien : exposition (I, 1), nœud (le décret I, 3), rebondissement (II, III, 4) et dénouement par renversement (III, 5 à 7). Il ménage également un important effet de suspense après la révélation d’Esther, lorsque Assuérus ne réagit pas immédiatement et sort de la salle. Les chants, quant à eux, ne doivent pas être considérés comme de purs passages ornementaux, ils expriment les « Mystères de la religion » (Bossuet). Le chœur participe à l’action non en agissant mais en approfondissant l’émotion et en exprimant la crainte et la pitié du spectateur.
L’unité de temps est respectée par Racine. L’action se déroule en moins de vingt-quatre heures. Au matin, Mardochée apprend le sort réservé à son peuple et le repas qui retourne cette situation dramatique a lieu le soir même. Cependant, durant toute la pièce, des allusions ne cessent d’être faites sur des évènements extérieurs à cette journée. Il est ainsi souvent fait référence à l’histoire du peuple juif et à ses malheurs. Grâce à ces échos, l’aventure d’Esther se transforme en un condensé de l’histoire du peuple juif qui la rend plus dramatique, plus propre à émouvoir. Mais un autre temps imprègne toute la pièce : celui de l’époque de Racine. C’est ainsi qu’Assuérus et Esther ne pouvaient que faire penser à Louis XIV et à Mme de Maintenon pour les spectateurs de l’époque.
L’unité de lieu quant à elle n’est pas strictement respectée par l’auteur. L’action se déroule bien à Suse mais dans des lieux variés : « l’appartement d’Esther » pour l’acte I, la salle du trône d’Assuérus pour l’acte II, le jardin d’Esther et le salon où se déroule le repas pour l’acte III. Racine minimise toutefois cette diversité dans sa préface puisqu’il insiste sur le fait que « toute l’action se passe dans le palais d’Assuérus ». Il explique ces variations par la volonté de « rendre ce divertissement plus agréable à des enfants, en jetant quelque variété dans les décorations ». Cette pluralité de lieux ne semble cependant pas si innocente que cela puisqu’elle accompagne l’évolution de l’intensité dramatique. L’appartement d’Esther est un lieu intime, rassurant. La salle du trône imprègne l’atmosphère d’un caractère sérieux, officiel. C’est le lieu du pouvoir, du pouvoir d’un homme. C’est le lieu où un mot peut décider de la mort ou de la vie. Le dernier lieu marque la victoire d’Esther. C’est elle qui le choisit. En agissant ainsi, elle reprend en main son destin et prépare le dénouement heureux.
Cette pièce marque peut-être l’aboutissement de l’art théâtral racinien tant il parvient à y fondre dans une poésie puissante l’héritage antique de la tragédie, la mélodie envoûtante de l’opéra et la morale religieuse la plus stricte, le tout dans un respect irréprochable des préceptes aristotéliciens.

## Au cinéma
Dans le film Saint-Cyr (2000) de Patricia Mazuy, Esther de Racine est partiellement jouée par les jeunes filles de la noblesse, avec la musique de Moreau. Elle apparaît également dans le téléfilm L'Allée du Roi de Nina Companeez ainsi que dans le film Saltimbank (2003) de Jean-Claude Biette.

## En musique
Le compositeur israélien d’origine russe, Boris Yoffe a écrit un opéra pour solistes, chœur et orchestre de chambre, Esther (2006) d’après l’œuvre de Racine (sur le texte en français).

### Sources primaires
- Esther, Tragédie de Jean Racine, Intermèdes de Jean-Baptiste Moreau, Édition d'Anne Piéjus, Société Française de musicologie, Paris, 2003 (ISMN : M-56004-025-7). Il s'agit du texte et de la partition.

#### Ouvrages
- Anne Piéjus, Le Théâtre des Demoiselles. Tragédie et musique à Saint-Cyr à la fin du Grand Siècle, Paris, Société française de musicologie, 2000.  (ISBN 285357010X)
- Philippe Beaussant et Patricia Bouchenot-Déchin, Les plaisirs de Versailles : Théâtre et musique, Paris, Fayard, coll. « Les chemins de la musique », 1996, 543 p. (ISBN 2213596573, OCLC 36884516, présentation en ligne), p. 116–122.
- Clodomir Delfour, La Bible dans Racine, Paris, Leroux, 1891.
- Jean Orcibal, La Genèse d'Esther et d'Athalie, Paris, Vrin, 1950.
- Gabriel Spillebout, Le Vocabulaire biblique dans les tragédies sacrées de Racine, Genève, Droz, 1968.
- René Jasinski, Autour de l'Esther racinienne, Paris, Nizet, 1985.
- Lucien-Gilles Benguigui, Racine et les sources juives d'Esther et Athalie, Paris, L’Harmattan, 1995.

#### Articles
- B. Chédozeau, « La dimension religieuse dans quelques tragédies de Racine », Œuvres et critiques, XXIV-1, 1999, p. 159-180.